# كامبي سالنتينا
كامبي سالنتينا (بالإيطالية: Campi Salentina)‏ هي بلدة وبلدية في مقاطعة ليتشي في إقليم بوليا في جنوب إيطاليا.

## السكان
في سنة 1861 بلغ عدد السكان 4٬498 نسمة، وتطور العدد ليصل في سنة 2011 لـ 10٬760 نسمة.
يظهر هذا المخطط البياني تطور النمو السكاني لـ كامبي سالنتينا

## أعلام
- كارميلو بيني